# Partido Operário Leninista
O Partido Operário Leninista (POL) foi uma organizaçao trotskista brasileira que surgiu em 1936 e era liderada por Mário Pedrosa. Era uma dissidência do Partido Operário Revolucionário.
| Partido Comunista do Brasil (PCB) 1922–1961 | Partido Comunista Brasileiro (PCB) 1961–1992 | Partido Comunista Brasileiro (PCB) 1961–1992   |                                                  | Partido Popular Socialista (PPS) 1992–2019 | Partido Popular Socialista (PPS) 1992–2019        | Partido Popular Socialista (PPS) 1992–2019 | Cidadania 2019–presente |
| Partido Comunista do Brasil (PCB) 1922–1961 | Partido Comunista Brasileiro (PCB) 1961–1992 | Partido Comunista Brasileiro (PCB) 1961–1992   | Partido Comunista (PC) 1992–1993                 |                                            |                                                   |                                            |                         |
| Partido Comunista do Brasil (PCB) 1922–1961 | Partido Comunista Brasileiro (PCB) 1961–1992 | Partido Comunista Brasileiro (PCB) 1961–1992   | Partido Comunista Brasileiro (PCB) 1993–presente |                                            |                                                   |                                            |                         |
| Partido Comunista do Brasil (PCB) 1922–1961 | Liga Comunista Internacionalista (LCI)       |                                                |                                                  |                                            |                                                   |                                            |                         |
| Partido Comunista do Brasil (PCB) 1922–1961 | Partido Operário Leninista (POL)             |                                                |                                                  |                                            |                                                   |                                            |                         |
| Partido Comunista do Brasil (PCB) 1922–1961 | Partido Socialista Revolucionário (PSR)      |                                                |                                                  |                                            |                                                   |                                            |                         |
| Partido Comunista do Brasil (PCB) 1922–1961 |                                              |                                                |                                                  |                                            | Partido Comunista do Brasil (PCdoB) 1962–presente |                                            |                         |
| Partido Comunista do Brasil (PCB) 1922–1961 |                                              | Movimento Revolucionário Oito de Outubro (MR8) |                                                  | Partido Pátria Livre (PPL) 2009–2019       |                                                   |                                            |                         |